# Valentin Masengo
Valentin Masengo Mkinda (ur. 10 grudnia 1940 w Kahako, zm. 26 października 2018 w Lutembo) – kongijski duchowny rzymskokatolicki, biskup Kabindy w latach 1996-2018.